# Matute de Almazán
Matute de Almazán es una localidad y también una entidad local menor española de la provincia de Soria partido judicial de Almazán, (comunidad autónoma de Castilla y León). Pueblo de la Comarca de Almazán, pertenece al municipio de Matamala de Almazán.

## Demografía
En el año 1981 contaba con 144 habitantes, concentrados en el núcleo principal, pasando a 78 en 2010, 43 varones y 35 mujeres. En 2023, cuenta con 32 habitantes, 17 varones y 15 mujeres. 
| Gráfica de evolución demográfica de Matute de Almazán entre 2000 y 2010                          |
|                                                                                                  |
| Población de derecho (2000-2010) según los censos de población del INE a 1 de enero de cada año. |

## Historia
A la caída del Antiguo Régimen la localidad se constituye en municipio constitucional , conocido entonces como Matute de Matamala, en la región de Castilla la Vieja, partido de Almazán, que en el censo de 1842 contaba con 15 hogares y 70 vecinos, para posteriormente integrarse en Matamala de Almazán. En el año 2023, cuenta con 18 hogares y 32 vecinos.

## Ciudadanos ilustres
- Doroteo Hernández Vera, venerable.
- Diego Láinez, prepósito general de los jesuítas y ponente en el concilio de Trento.